# Pecilka pobřežní
Pecilka pobřežní (latinsky: Micropoecilia parae, slovensky: Pecilka pobrežná, anglicky: Swamp guppy, Rivulines, Killifishes, Live bearers) je ryba z čeledi Poeciliidae, která se vyskytuje v severní části Jižní Ameriky od Guyany až po ústí řeky Amazonky. Rybu poprvé popsal v roce 1894 německo-americký ichtyolog Carl H. Eigenmann. Rybu našel v odvodňovacích příkopech Rua das Mongubas v Pará v Brazílii.

## Popis
Základní barva je stříbřitá. Samci jsou barevnější se žlutými skvrnami, výrazně menší délky a mají štíhlé tělo. V přírodě je známo 5 barevných variant samců a jen jedna základní barevná varianta samice. Zbarvení je závislé na podmínkách, kde se vyskytují a na množství samců. Samice se vždy páří s tím, který je barevně méně obvyklý, tedy vzácný. Samice je výrazně větší, dorůstá 5 cm, samec maximálně 3 cm. Pohlaví ryb je snadno rozeznatelné: samci mají pohlavní orgán gonopodium, samice klasickou řitní ploutev.

## Biotop
Původní biotop je Jižní Amerika, oblast Guyany a delty Amazonky. Obývá malé bažiny a mělké, pomalu tekoucí potoky umístěné ve vnitrozemí se sladkou vodou. Nachází se také ve vodách podél říční toků, kde je čistá voda a koryto smíšeného písku a bláta. Snáší brakické vody.

## Chov v akváriu
- Chov ryby: Ryba žije v hejnu. Doporučuje se chov s převahou samic. Ryby jsou v menším počtu plaché a skrývají se. Rybu lze umístit i do venkovních nádržích, snese teplotu vody od 15 do 30°C. Mezi českými akvaristy se jedná o málo rozšířenou rybu.[3]
- Doporučuje se její chov v hejnu min. 8 jedinců s převahou samic.[8]
- Teplota vody: 24–28°C[3]
- Kyselost vody: od 7,0–7,5pH[3]
- Tvrdost vody: 5–10°dGH[3]
- Krmení: Jedná se o všežravou rybu, přijímá tedy umělé vločkové krmivo, mražené krmivo, drobné živé krmivo (nítěnky, plankton), rostlinnou potravu, řasy.[3]
- Rozmnožování: Doba březosti je 24 dní. Před porodem je vhodné samici umístit nádrže s porodním košem. Vhodná teplota je 18 až 26°C. Při vyšších teplotách dochází k porodu nevyvinutých jedinců. Samice rodí 5 až 15 živých mláďat.[3][4]